# Kepler-86
Kepler-86, nota anche come PH2, è una stella di tipo G situata nella costellazione del Cigno. Di dimensioni e temperatura simili a quelle del Sole, ha conosciuto un'elevata attenzione da parte dei media a seguito dell'annuncio il 3 gennaio 2013 dell'esistenza di un pianeta extrasolare in orbita attorno ad essa, insieme ad altre 41 stelle individuate da Planet Hunters. Il pianeta candidato, Kepler-86 b, è stato rivelato con un margine di errore dello 0,08%, rendendolo quindi un pianeta confermato a tutti gli effetti.
Situato all'interno della zona di abitabilità della propria stella, Kepler-86 b è un gigante gassoso delle dimensioni di Giove, e un suo eventuale satellite potrebbe essere in grado di ospitare la vita.

## Scoperta
Kepler-86 b, o PH2 b, è il secondo pianeta scoperto dal progetto Planet Hunters, utilizzando i dati di archivio di Kepler. In tale progetto dei volontari analizzano le curve di luce di Kepler, cercando eventuali pianeti non individuati dagli algoritmi della missione. Nello stesso modo era già stato scoperto precedentemente Kepler-64 b, un pianeta nettuniano in un sistema multiplo composto da quattro stelle.
Tutti i 42 pianeti candidati di Planet Hunters sono stati individuati dai cittadini Abe J. Hoekstra, Thomas Lee Jacobs, Daryll LaCourse, Hans Martin Schwengler, Mike Chopin e altri, con l'aiuto degli astronomi dell'università di Yale. Insieme a PH2 b stesso sono stati identificati altri 20 pianeti nelle rispettive fasce abitabili, tuttavia questi ultimi hanno una probabilità di rivelamento spurio molto più alto, e potrebbero non confermarsi di natura planetaria.
Inizialmente conosciuto come PH2 b, dove PH2 indica appunto il secondo candidato scoperto da Planet Hunters, è stato successivamente annoverato nel catalogo dei pianeti scoperti a Kepler, sotto il suo attuale identificativo di Kepler-86 b.

## Sistema planetario
Kepler-86 b è un gigante gassoso per massa e dimensioni simile a Saturno. Orbita intorno alla sua stella con un periodo di circa 282 giorni, nella fascia abitabile della stessa. Le temperature della sua atmosfera superiore e di un suo eventuale satellite potrebbero situarsi tra 185 K (-88 gradi °C) e 303 K (30 °C). Al 2022 non è saputo se questo pianeta abbia o meno un satellite naturale, ma se tale luna avesse "un nucleo roccioso e un effetto serra di qualche sorta potrebbe avere acqua liquida in superficie", e quindi essere in grado di ospitare la vita.
Sotto, un prospetto del sistema planetario di Kepler-86.
| Pianeta | Tipo            | Massa         | Raggio       | Periodo orb.           | Sem. maggiore | Eccentricità    | Incl. orbita | Scoperta |
| ------- | --------------- | ------------- | ------------ | ---------------------- | ------------- | --------------- | ------------ | -------- |
| b       | Gigante gassoso | 109+30 −32 r⊕ | 9,49±0,16 r⊕ | 282,5254±0,0010 giorni | 0,824 UA      | 0,28+0,12 −0,13 | 89,915       | 2013     |